# Кунгря (комуна)
Кунгря (рум. Cungrea) — комуна у повіті Олт в Румунії. До складу комуни входять такі села (дані про населення за 2002 рік):
- Ібенешть (258 осіб)
- Кунгря (594 особи)
- М'єшть (210 осіб)
- Отештій-де-Жос (455 осіб)
- Отештій-де-Сус (312 осіб)
- Спетару (435 осіб)
- Чепешть (380 осіб)

Комуна розташована на відстані 138 км на захід від Бухареста, 26 км на північ від Слатіни, 58 км на північний схід від Крайови, 146 км на південний захід від Брашова.

## Населення
За даними перепису населення 2002 року у комуні проживали 2644 особи.
Національний склад населення комуни:
| Національність | Кількість осіб | Відсоток |
| -------------- | -------------- | -------- |
| румуни         | 2643           | > 99,9%  |
| угорці         | 1              | < 0,1%   |

Рідною мовою назвали:
| Мова      | Кількість осіб | Відсоток |
| --------- | -------------- | -------- |
| румунська | 2643           | > 99,9%  |
| угорська  | 1              | < 0,1%   |

Склад населення комуни за віросповіданням:
| Релігія       | Кількість осіб | Відсоток |
| ------------- | -------------- | -------- |
| православні   | 2639           | 99,8%    |
| адвентисти    | 3              | 0,1%     |
| римо-католики | 1              | < 0,1%   |